# Вот это убожество зовётся Оксимирон

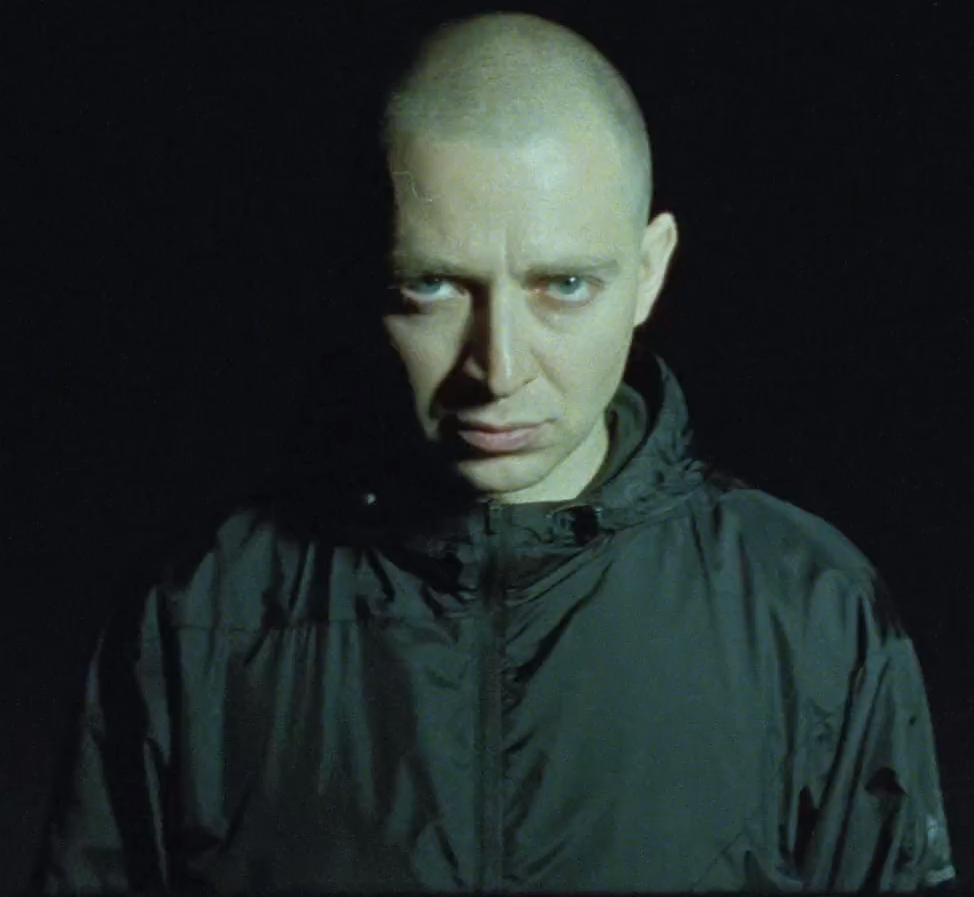
Рэпер Oxxxymiron в 2017 году

«Вот это убожество зовётся Оксимирон» — интернет-мем, появившийся в 2019 году и связанный с рэпером Oxxxymiron.

## История
10 августа 2019 года российский рэпер Oxxymiron (Оксимирон) принял участие в согласованном московском митинге за независимых кандидатов на выборах в Мосгордуму. Он пришел в футболке «Свободу Егору Жукову» и заявил, что не будет давать никаких комментариев.
Данный политический мем появился вследствие унизительной публикации в Telegram-канале «Пяр во время чумы» в 16:35 по московскому времени (после того, как завершился митинг) поста о митинге со словами «К вопросу о лидерах протеста. Вот это убожество зовётся Оксимирон» и с фотографией участвовавшего в митинге главного редактора «Медиазоны» Сергея Смирнова вместо фотографии Оксимирона. Последовали споры о том, было ли это сделано по ошибке или намеренно. Пост стал вирусным, вызвав масштабный флешмоб пародийных постов в Твиттере, где пользователи размещали ироничный контент с данной фразой и изображениями разных лысых мужчин, обыгрывая сходство с в то время бритым наголо Оксимироном. В мем также вошли персонажи фильмов (например Волан-де-Морт), исторические личности, публичные личности, такие как Владимир Путин и Стас Барецкий и так далее. Одним из самых популярных сравнений было сравнение Оксимирона с Дмитрием Нагиевым. Самым популярным героем мемов, по всей видимости, оказался порноактёр Джонни Синс, в странах бывшего СССР известного как «лысый из Браззерс». Спустя время Оксимирон на своей странице в Instagram поблагодарил всех, кто пришёл на митинг, посоветовав не обращать внимание на критику в интернете и СМИ.

## Анализ
Доктора филологических наук Л. Н. Ребрина и М. В. Милованова отмечают, что сопоставление возникших вариаций мема позволяет выделить константное ядро (визуальный шаблон — изображение лысого мужчины, часто известного персонажа — и мемная фраза; обобщённое значение — высмеивание критикующих оппозицию российских медиаресурсов, медийных людей). При этом отсылка к известным прецедентным феноменам (изображение узнаваемых персонажей) выступает средством усиления оценки деятельности объекта критики как абсурдной, непрофессиональной.
Например мемы, на одном из которых изображен персонаж Фантомас, а на другом Колобок, имеют ограниченную адресацию, Ребрина и Милованова относят их к отдельным ситуационно-узкоцелевым. Предполагается осведомленность адресата об актуальной ситуации, ответом на которую стал мем, о митинге, личности, творчестве и взглядах Оксимирона; при этом используемые прецедентные феномены (Фантомас и Колобок) являются узнаваемыми для большей части взрослого населения, в отличие от прецедентного имени рэп-исполнителя. По мнению исследовательниц, данные мемы представляют собой истинные интернет-мемы, интернет-мемы-события, интернет-мемы-изображения-тексты. интернет-мемы-традиции-инновации, интернет-мемы-мысли с незначимыми ролями фона, интернет-мемы-пародии. Комический эффект основывается на апелляции к исходному посту в Telegram-канале, на замене исходной фотографии на изображение узнаваемого персонажа (с сохранением признака сравнения — лысый мужчина) и на считываемой всеми адресатами ошибочности утверждения (даже незнакомые с Оксимироном адресаты могут понять, что на картинке представлен не он). В результате содержание вербального компонента доводится до абсурда, инициируется приписывание объекту критики таких признаков, как глупость, непрофессионализм. Вербальный и визуальный элементы мемов связаны, таким образом, отношением диссонанса.